# Amateurisme marron

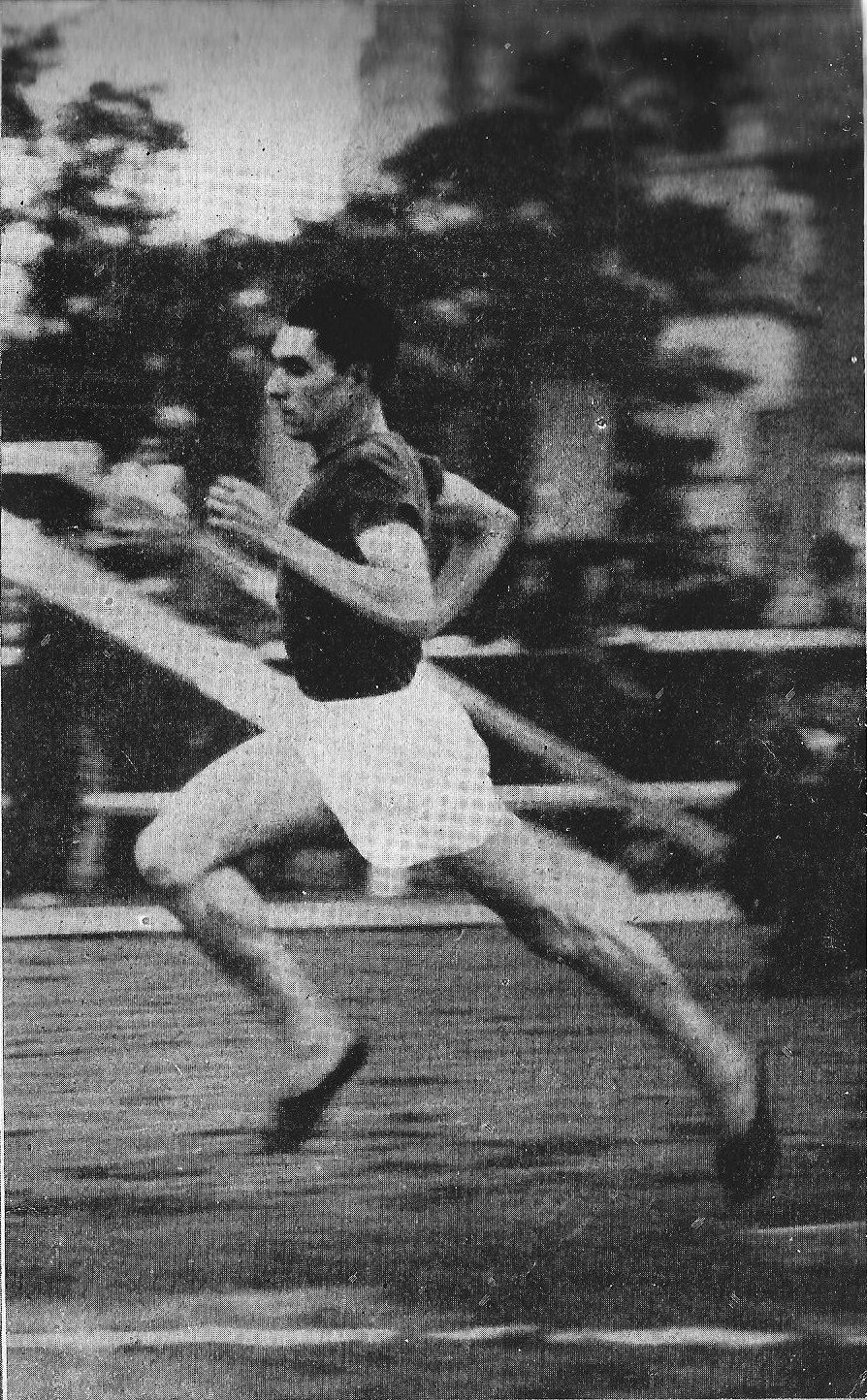
Photographie de Jules Ladoumègue

L'amateurisme marron est une expression du vocabulaire sportif désignant le fait de rémunérer illégalement un sportif officiellement amateur. 
Ce phénomène existe depuis le XIXe siècle et touche l'ensemble des disciplines sportives avant que ces dernières n'admettent le professionnalisme, puis continue d'exister après cette évolution dans les niveaux amateurs. Certains sportifs amateurs peuvent recevoir tout à fait légalement certains prix financiers depuis l'abandon par le Comité international olympique à la fin des années 1980 de la traque des amateurs marrons en autorisant le professionnalisme pour les athlètes olympiques. Avant cette révolution, nombre de champions furent exclus des Jeux pour avoir touché, parfois de façon très modeste, de l'argent en pratiquant une activité sportive. 
Les anglophones parlent de shamateurism. 

## Sports individuels
Les deux cas emblématiques concernant les sports individuels sont ceux des athlètes Jules Ladoumègue, disqualifié à vie le 4 mars 1932 et qui ne put pas participer aux Jeux olympiques de l'été 1932 dont il était le grand favori en demi-fond, et Jim Thorpe, démis de ses deux titres olympiques gagnés en 1912. Jim Thorpe est rétabli dans les palmarès en 1982, 29 ans après sa mort.

## Sports collectifs

### Football et baseball
Les sports collectifs comme le baseball (dès 1864) et le football association (soccer) (depuis 1876) sont particulièrement touchés par ce phénomène. Les autorités sportives n'ont d'autre choix que d'autoriser et d'encadrer cette pratique. Le professionnalisme est ainsi autorisé en baseball aux États-Unis en 1869 ; le football anglais suit la même voie en 1885. En Europe continentale, une vision idéalisée du sport est un frein à l'autorisation du professionnalisme dans de nombreuses disciplines, football inclus. Ces disciplines, et le football au premier chef, en raison des recettes qu'il générait déjà, furent alors touchés par l'amateurisme marron.
Le gardien de but de football international français Pierre Chayriguès refuse ainsi un « pont d'or » du club anglais de Tottenham Hotspur en 1913 ; il admettra dans ses mémoires que les joueurs du Red Star étaient grassement rémunérés malgré leur statut officiel d'amateur. Henri Jooris, le président de l'Olympique lillois est suspendu pendant deux ans au sortir de la Première Guerre mondiale pour avoir pris part à un système illégal de rémunération occulte des joueurs de son club. Les emplois de complaisance étaient alors une pratique courante pour couvrir ces salaires. Les Parisiens Jean Boyer et Édouard Crut sont ainsi recrutés à l'Olympique de Marseille en 1923 grâce à la promesse d'un emploi de complaisance comme négociant de fruits et légumes et une solide prime de transfert. La saison suivante, l'OM recrute le Sétois Maurice Gallay qui devient officiellement représentant en bijouterie et le Parisien Jules Dewaquez. Ils perçoivent 1 500 francs par mois, soit deux fois le salaire moyen d'un ouvrier. Cette somme est d'ailleurs jugée plutôt faible par les joueurs, qui taxent l'OM d'être « pingre » avec eux. 
Le terme « racolage » est alors en usage pour décrire les offres financières faites aux joueurs pour les transférer. Même les clubs plus modestes que les locomotives parisiennes, lilloises ou marseillaises sont touchés par le phénomène. Ainsi, en 1923, les joueurs du SR Colmar se mettent en grève juste avant un match important pour la montée en Division d'Honneur d'Alsace en exigeant le versement d'une prime financière. Nombre d'affaires de ce type touchent alors le football français qui préfère alors autoriser le professionnalisme en 1930 avec mise en application le 1er juillet 1932 pour mettre un terme à ces scandales touchant les meilleurs clubs, dirigeants et joueurs.

### Rugby
En rugby à XV, le problème se révèle particulièrement aigu et est, notamment, à l'origine de l'exclusion de l'équipe de France de rugby du Tournoi des cinq nations en 1931. Les britanniques, attachés au statut amateur des joueurs, reprochent aux clubs français de rémunérer les joueurs soit de manière directe, soit de manière indirecte (octroi d'avantage en nature, emploi auprès de collectivités ou d'entreprises locales, etc.). La FFR n'aura alors de cesse, jusqu'à  la professionnalisation du rugby, de démontrer aux autorités internationales sa volonté de maintenir (avec plus ou moins de succès) le sport dans l'amateurisme. La tâche n'est pas aisée car les passages des joueurs de rugby à XIII vers le rugby à XV (et vice versa) se multiplient, donnant lieu à des tractations financières qui sont de plus en plus connues du public. Comme c'est le cas pour l'affaire Bergougnan à la fin des années 1940. Mais le problème se manifeste au sein du monde de rugby à XV lui même avec des transactions occultes autour des transferts de joueurs d'un club « quinziste  » à l'autre. Par boutade, on parlera ainsi d'« hommes aux longs pardessus », qui se promènent avec « des valises de billets ». La première affaire étant celle de «  la petite annonce » en 1912 : un club bordelais fait paraitre dans un journal écossais une annonce proposant « un poste d'équipier dans un grand club de Bordeaux contre la promesse d'une belle situation » ce qui provoque la colère des autorités écossaises.
L'expression « amateur marron  » reste, quoi qu'il en soit, très répandue dans le milieu du rugby. On se souviendra ainsi du mot d'esprit de Jean-Pierre Rives à qui on demanda ce qu'est un « amateur marron  », et qui répondit : « Serge Blanco ».